# Pogonioefferia texana
Pogonioefferia texana là một loài ruồi trong họ Asilidae. Pogonioefferia texana được Banks miêu tả năm 1919. Loài này phân bố ở vùng Tân Bắc giới.